# Дуань Суй
Дуань Суй (кит. трад. 段隨, упр. 段随, пиньинь Duàn Suí, ?—386) — сяньбиец, единственный правитель государства Западная Янь, не принадлежавший к клану Мужун.

## Биография
Был генералом в войсках Мужун Чуна, восставшего против государства Ранняя Цинь и основавшего государство Западная Янь. После взятия циньской столицы Чанъаня Мужун Чун захотел остаться там, однако это шло вразрез с желаниями большинства сяньбийцев, желавших уйти на восток в исконно яньские земли. Весной 386 года генерал Хань Янь организовал дворцовый переворот, убил Мужун Чуна и возвёл на престол Дуань Суя, получившего титул «князь Янь» (燕王). Однако месяц спустя Мужун Хэн и Мужун Юн убили Дуань Суя и возвели на престол Мужун И.